# Покровский, Николай Дмитриевич
Николая Дмитриевич Покровский (укр. Микола Дмитрович Покровський; 15 октября (28 октября) 1901, Тульчин — 16 июля 1985, Одесса) — украинский дирижёр, профессор Одесской консерватории, главный дирижёр и художественный руководитель Одесского театра оперы и балета. Народный артист Украинской ССР (1948). Член Музыкального общества имени Николая Леонтовича.

## Биография
Родился 15 октября 1901 года в Тульчине в семье директора коммерческого училища Дмитрия Ивановича Покровского и дочери священника из села Войтовка Домникии Артемьевны (до брака Карпович-Высоцкая).
Композитор доверил молодому хористу и своему ученику место дирижёра в капелле. После гибели Леонтовича, Николай Покровский становится руководителем капеллы, впоследствии получившей имя Н. Д. Леонтовича. В 1921 году оставляет капеллу ради учёбы в Киеве.
В 1925 году окончил Государственный музыкально-драматический институт имени Н. В. Лысенко (класс Н. А. Малько).
В 1924—1926 годах — музыкальный режиссёр театра Леся Курбаса «Березиль» в Киеве.
В 1926—1933 годах — дирижёр оперного театра в Одессе.
В 1934—1940 годах — дирижёр Харьковского оперного театра.
В 1944—1975 годах — главный дирижёр Одесского оперного театра.
В 1940—1941 годах — главный дирижёр Львовского оперного театра.
В 1941—1944 годах находился в эвакуации. Главный дирижёр объединённого Харьковского и Киевского оперных театров (Иркутск, с 1942 года).
С 1947 года — преподаватель, а с 1963 года — профессор Одесской консерватории. Среди его учеников: Борис Гмыря, Галина Олейниченко, Бэла Руденко, Галина Поливанова и другие.
В 1945—1965 годах — главный дирижёр и художественный руководитель Одесского театра оперы и балета.
Николай Дмитриевич ушёл из жизни в 1985 году.

## Семья
- Жена: Доротея (Дора) Филипповна Алидорт (1907—1986) — балерина Одесского театра оперы и балета, педагог-репетитор.
- Сын: Игорь Николаевич Покровский — одесский журналист, телеведущий и медиаменеджер, заслуженный журналист Украины, основатель и руководитель телеканалов «Медиа-информ», «ТА-Одесса» и «Новая Одесса»[3].